# 陈伟铭 (足球运动员)
陈伟铭（1997年4月9日—）是一名中国足球运动员，司职后卫。目前效力于中超联赛的广州富力。

## 俱乐部的职业生涯
2016年8月，陈伟铭被时任中超联赛广州富力主教练德拉甘·斯托伊科维奇从预备队提拔至一线队。